# Municipi d'Arjeplog
Arjeplog (en suec: Arjeplog kommun; en sami septentrional: Arjepluovvi gielda) és un municipi del Comtat de Norrbotten, al nord de Suècia. El seu centre administratiu està situat a Arjeplog.

## Localitats
Hi ha només una localitat (o àrea urbana) al Municipi d'Arjeplog.
| # | Localitat | Població |
| - | --------- | -------- |
| 1 | Arjeplog  | 1.947    |

El centre administratiu és en negreta

## Agermanaments
El municipi manté una relació d'agermanament amb la següent localitat:
- Umba, Rússia